# Sant Jaume de Llirt
Sant Jaume de Llirt és una església del municipi de les Valls de Valira inclosa en l'Inventari del Patrimoni Arquitectònic de Catalunya.

## Descripció
Església d'una nau, amb la coberta esfondrada i capçada per un absis rodó amb una petita finestra. Al mur S, damunt un contrafort sobreposat, d'alça un campanar de cadireta d'un ull.
A l'interior de l'absis hi ha restes de pintures romàniques.